# Liolaemus robertoi
Liolaemus robertoi — вид ігуаноподібних ящірок родини Liolaemidae. Ендемік Чилі.

## Поширення і екологія
Liolaemus robertoi мешкають у високогір'ях Анд на території регіонів Кокімбо і Атакама. Вони живуть у високогірних кам'янистих пустищах, місцями порослих чагарниками. Зустрічаються на висоті від 2400 до 3700 м над рівнем моря. Є живородними, живляться безхребетними.

## Збереження
МСОП класифікує цей вид як такий, що перебуває під загрозою зникнення. Liolaemus robertoi загрожує знищення природного середовища.